# Fleeceware
El Fleeceware es un tipo de software aplicación móvil que contiene una suscripción oculta, que incluye costes excesivos. Este tipo de aplicaciones también se aprovechan de aquellos usuarios que no saben cómo cancelar una suscripción, y así seguir cobrandoles mucho tiempo después de haber eliminado la aplicación.
Son aplicaciones maliciosas que, pese a no ser técnicamente un malware, ya que no roban ni difunden tus datos; si que se tratan de apps de estafa, que utilizan prácticas poco éticas y legales.
En el año 2020, más de 600 millones de usuarios habían instalado aplicaciones fleeceware Android a través de la Play Store.
El término se acuñó por primera vez en el 2019 por investigadores británicos. Fue la empresa de ciberseguridad Sophos, la que descubrió la existencia de este tipo de aplicaciones en la Play Store.

## Método más común de Fleeceware
En muchas ocasiones, este tipo de aplicaciones emplean el la táctica de ofrecer un periodo de prueba, que permite a los usuarios utilizar ciertas características exclusivas de la aplicación durante un espacio de tiempo limitado, siempre que incluyan sus datos bancarios o alguna tarjeta. Los precios de esta suscripción, tras el periodo de prueba, suelen estar escondidos de forma maliciosa.
En caso de que el usuario borre la aplicación al estar disatisfecho sin cancelar antes la suscripción, pensando que así esta se cancelará automáticamente, se le cobrarán grandes cantidades de dinero tras finalizar el periodo de prueba. Los desarrolladores de este tipo de aplicaciones se aprovechan de este desconocimiento.
A pesar de que Google y Apple tienen normas estrictas en cuanto a las compras dentro de apps, no hay nada que impida a los desarrolladores de apps fleeceware de engañar y aprovecharse del desconocimiento de sus usuarios.